# カールシュト
カールシュト（Qaarsut）は、グリーンランド北西部のアヴァンナータ自治体にある村落。ヌースアク半島の北東部に位置しており、2024年の人口は167人である。古くはQaersutという綴りが用いられていた。
カールシュトの数キロメートル東には、クィラキトソプという遺跡がある。

## 歴史

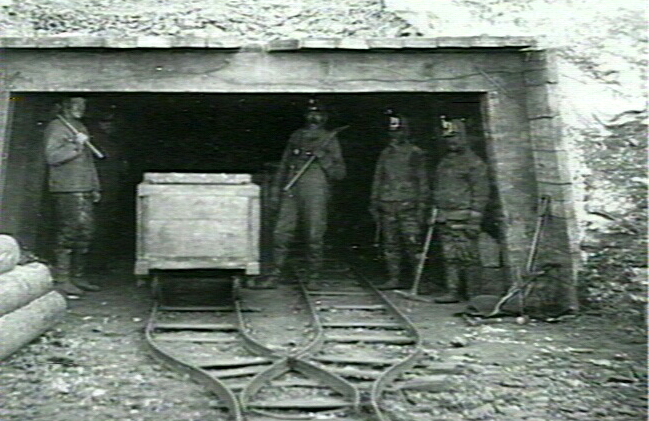
1907年のカールシュト炭鉱

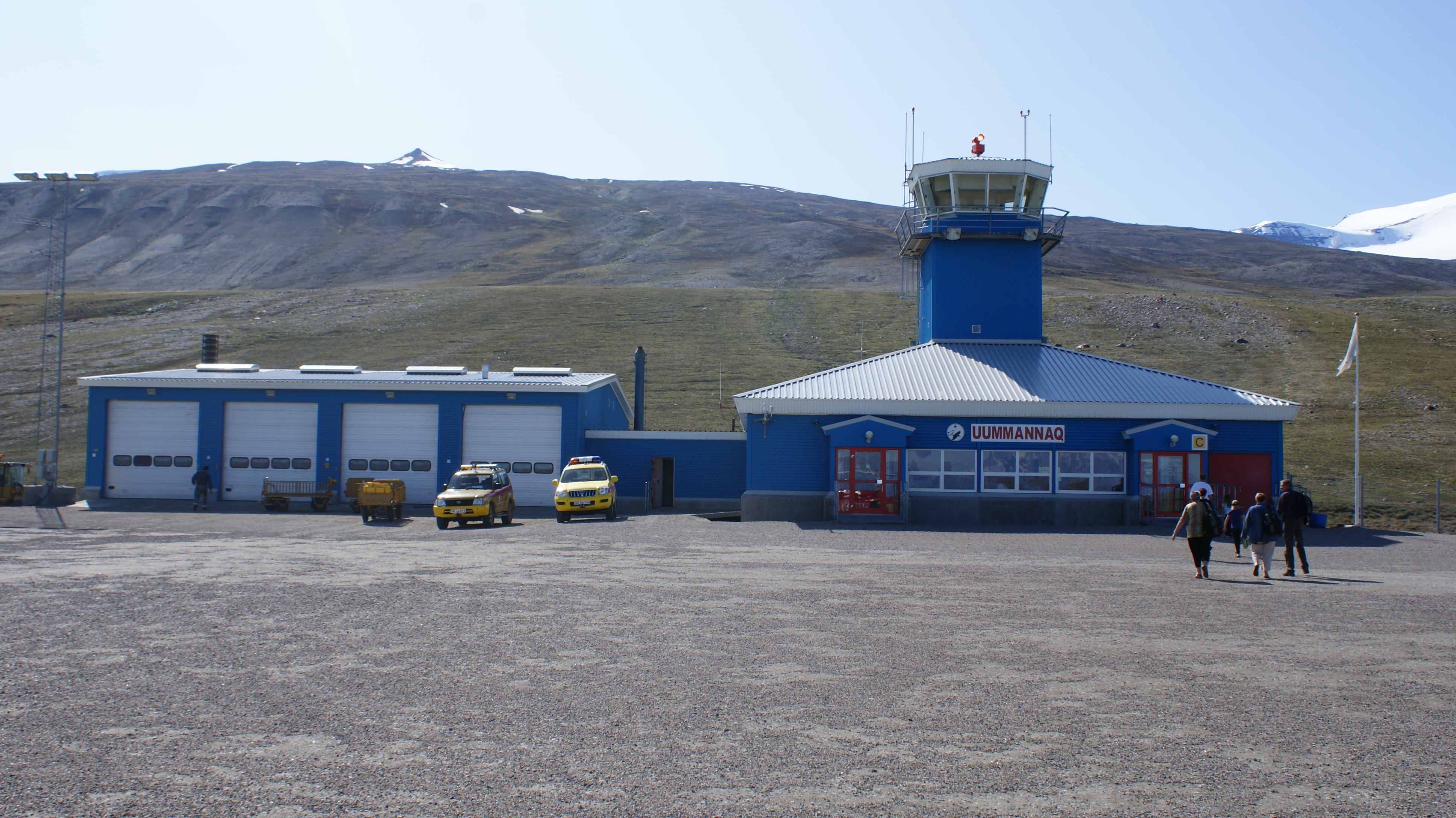
カールシュト空港のターミナル

カールシュトにはデンマークが植民を行う以前から人が住んでいた。1780年ごろには、数人が夏の間だけ住んでいたという記録があるが、1850年ごろになっても、カールシュトは夏に滞在するだけの場所でしかなかった。1865年ごろになると、カールシュトで糸職人としてデンマーク人が雇われていた記録がある。そのデンマーク人は、グリーンランド人の家族とともにカールシュトで暮らしていたという。
1911年からカールシュトはウマナック内で独立した共同体となった。カールシュト周辺ではそれ以前から石炭の採掘（この炭鉱はグリーンランド最初の炭鉱でもある）が行われていたため、カールシュトの経済状況は非常に良好であった。1778年から1924年までの間、その炭鉱は操業し続けていた。
市議会には3人の議員がいた。1915年の時点でカールシュトにはグリーンランド人の家が12軒あり、67人の住民が暮らしていたという。学校の敷地にある礼拝堂は1911年に建造されたもので、53平方メートルの土地に建てられた。カールシュトの人々は狩人や漁師、教員や助産師として働いていた。1951年に魚の加工工場が建設され、1965年には学校が新設された。現在のカールシュトでは水産業が基幹産業となっている。
1922年にはカールシュトに共同住宅が建設されるほど人口が増加しており、1930年時点でカールシュト全体に86人の住民がいた。1946年には礼拝堂が新設されたほどである。1950年にもなると、カールシュトの人口は137人まで増えていた。さらに、1960年には211人に増加し、そのあと1970年には257人にまで増加していた。しかし、それ以降は人口が減少している。
1972年、カールシュト南東21キロメートルにあるイヌイットの居住地で8体のミイラが発見され、現在、これらのミイラはヌークのグリーンランド国立博物館に展示されている。
1950年、カールシュトはウマナック市に編入された。2009年にはカースートスップ市の一部となった。2018年からはアヴァンナータ自治体に属する。
2017年、フィヨルドの地滑りとそれによる津波で複数の自治体が廃止されたため、2021年5月に災害リスクの調査が行われたが、カールシュトの大部分は高さ約23メートルの津波が到達する危険性があると判明し、グリーンランド政府はカールシュトの住民に移住を要請している。

## 交通
カールシュトの北西にはカールシュト空港があり、エア・グリーンランドからアシアート、イルリサット、ウペルナビク、ウマナック便が出ている。